# 盧米埃獎
盧米埃獎（法語：Prix Lumières），法國表彰前一年度傑出法語電影的獎項。

## 歷史
盧米埃獎是在1995年由法國製片人丹尼爾·多斯康·杜·伯朗提耶，以及新聞週刊派駐法國的美國記者艾德華·貝爾共同創辦，他們希望建立一個由外國記者評選、相當於金球獎之於好萊塢的電影獎項。盧米埃獎通常於凱撒電影獎頒獎前一個月舉辦。

## 獎項
- 最佳影片
- 最佳導演
- 最佳女演員
- 最佳男演員
- 最佳劇本
- 最有潛力女演員
- 最有潛力男演員
- 最佳法語片
- 最佳首部電影
- 最佳攝影
- 評審團特別獎
- 榮譽盧米埃獎

## 外部連結
- 官方网站